# Padang Genting (Seluma Selatan)
Padang Genting is een bestuurslaag in het regentschap Seluma van de provincie Bengkulu, Indonesië. Padang Genting telt 927 inwoners (volkstelling 2010).